# Rembrandt (1940)
Rembrandt is een Nederlandse film uit 1940 van Gerard Rutten. Hij is gebaseerd op het leven van de schilder Rembrandt van Rijn en ook gedeeltelijk op de roman Rembrandt (1931) van Theun de Vries, waar Gerard Rutten een filmscenario op baseerde. Alternatieve titels voor de film zijn De Magiër van Amsterdam en De eeuwige les. Het camerawerk is van Andor von Barsy.
De film was de eerste Nederlandse poging om het leven van Nederlands meest bekende kunstschilder te verfilmen. Tijdens de oorlog werd de film in het geheim gedraaid in de Cinetone Studio's te Amsterdam. De Duitse bezettingsautoriteiten kwamen daar achter en waren in eerste instantie wel onder de indruk. De film mocht echter alleen onder hun voorwaarden worden afgemaakt. Regisseur Rutten wilde hier niet aan meewerken, waarna de film werd ingenomen door de Duitsers. De film wordt sindsdien vermist.
In 1942 werd een Duitse remake uitgebracht: Rembrandt, onder regie van Hans Steinhoff. Rutten was ervan overtuigd dat de Duitsers hiervoor gebruik hadden gemaakt van materiaal uit zijn film.

## Cast
| Acteur              | Personage |
| ------------------- | --------- |
| Guus Verstraete sr. |           |
| Jules Verstraete    |           |
| Anny de Lange       |           |